# 1976 у науці
1976 рік у науці
У 1976 році в галузі науки і техніки сталось багато значимих подій, перерахованих нижче.

## Події

### Астрономія і космос
- 18 червня — Запущено супутник Gravity Probe A[en] для перевірки загальної теорії відносності Альберта Ейнштейна.
- 20 липня — Програма «Вікінг»: «Вікінг-1» апарат успішно приземлився на Марс.
- 31 липня — НАСА публікує знамените «Обличчя Марса, фотографію, зроблену Вікінгом-1
- 7 серпня — програма «Вікінг»: Вікінг 2 виходить на орбіту навколо Марса.
- 22 серпня — Місячна програмі: «Луна 24» успішно здійснила безпілотну посадку на Місяць, остання протягом 41 року.
- 3 вересня — програма «Вікінг»: космічний корабель «Вікінг-2» приземлився на Рівнині Утопія на Марсі і зняв першу макро-кольорову світлину поверхні планети.
- 17 вересня — злетів у космос космічний човник (шатл) Enterprise.

### Авіація
- 21 січня — починаються комерційні рейси Конкорда.
- 8 грудня — перший політ винищувача F-16.

### Біологія
- Річард Докінз публікує так званий Егоїстичний ген.
- 28 серпня — у Массачусетсі вперше синтезовано штучний ген.

### Хімія
- Оберлін, Ендо і Кояма опублікували докази створення вуглецевих нанотрубок, використовуючи техніку вирощування парів.[1][2]

### Інформатика
- Січень — суперкомп'ютер Cray-1. Вперше комерційно було зроблено суперкомп'ютер, випущений Сеймуром Креєм у компанії Cray. Модель 001 знаходиться у Лос-Аламоській національній лабораторії в США.
- Березень — вперше опубліковано ключовий документ Пітера Чена про модель «сутність — зв'язок», який було представлено на конференції у вересні 1975 року[3].
- 1 квітня — компанія Apple Computer, заснована Стівом Джобсом та Стівом Возняком, починає збирати свої перші пперсональні комп'ютери для продажу в наступному році в США.
- 26 листопада — маловідома компанія Microsoft офіційно зареєстрована в канцелярії секретаря штату Нью-Мексико.
- Грудень — випуск електричного олівця (заснований Майклом Шрайєром), першим текстовим процесором для домашніх комп'ютерів.

### Криптографія
- Асиметричний ключ криптосистеми опублікований Уітфілдом Діффі і Мартіном Хеллманом, які розкривають Діффі–Хеллмана метод державно-узгодження ключів для криптографії з відкритим ключем.

## Історія науки і техніки
- 3 жовтня — відкриття бібліотеки історії науки і техніки Dibner у Смітсонівському інституті Національного музею історії і техніки у Вашингтоні, округ Колумбія[4].
- Опублікована «Середньовічна машина» Жана Гімпеля.

### Математика
- 11 липня — Кефель і Ессер випускають останні логарифмічні лінійки в США.[5]
- Опубліковано твір Імре Лакатоса «Докази та спростування: логіка математичного відкриття» після його смерті.[6]
- Кеннет Аппель та Вольфгангом Гакен вперше за допомогою комп'ютера довели чотирьох кольорову теорему.

### Фізіологія, медицина і психологія
- Вірус Ебола вперше виявлено в епідеміях хвороби, яку спричинює цей вірус, в Заїрі та Судані[7].
- Деменція з тільцями Леві була вперше описана японським психіатром і невропатологом Кендзі Косака.[8]
- Термін синдром Мюнхгаузена першим використав Джон Грін, а у червні Вірою Верлвас[9][10].
- Норман Ф. Діксон публікує книжку «Про психологію військової некомпетентності».

## Наукові нагороди 1976 року

### Лауреати Нобелівської премії
- Нобелівські премії:
  - Фізика — Бертон Ріхтер, Семюел Тінг
  - Хімія — Вільям Н. Ліпскомб
  - Медицина — Барух С. Блумберг, Даніел Карлтон Гайдушек

### Премія Тюрінга
- Майкл О. Рабін, Дана Скотт

### Премії НАН України імені видатних учених України
Докладніше: Премії НАН України імені видатних учених України — лауреати 1976 року

### Державна премія України в галузі науки і техніки
Докладніше: Державна премія України в галузі науки і техніки — лауреати 1976 року

## Народились
- 20 травня — Усатий Андрій В'ячеславович, кандидат педагогічних наук (2009), завідувач кафедри дидактичної лінгвістики та літературознавства Житомирського державного університету імені Івана Франка (2013).
- 1 червня — Гайдай Сергій Вікторович, український геоеколог, кандидат географічних наук, асистент кафедри географії України географічного факультету Київського національного університету імені Тараса Шевченка.
- 30 серпня — Остроух Віталій Іванович, український географ-картограф, кандидат географічних наук, доцент Київського національного університету імені Тараса Шевченка.
- 12 жовтня — Зось-Кіор Микола Валерійович, український вчений, економіст, доктор економічних наук (2016), доцент.
- 19 листопада — Джек Дорсі, американський веброзробник.
- 14 грудня — Дідик Андрій Миколайович, український науковець, підприємець, аудитор та економіст. Доктор економічних наук.
- 20 грудня — Монолатій Іван Сергійович, український вчений і педагог, історик, етнополітолог, краєзнавець, кандидат історичних наук, доктор політичних наук, професор, почесний громадянин міста Коломиї, академік Академії наук вищої школи України, дійсний член НТШ.

## Померли
- 19 січня — Хидецугу Яги (нар. 1886 р.), японський інженер-електрик
- 1 лютого:
  - Вернер Гейзенберг (нар. 1901 р.), німецький фізик-теоретик.
  - Джордж Уїппл (нар. 1878 р.), американський патолог, лауреат Нобелівської премії з фізіології та медицини в 1934 році.
- 21 квітня — Бенжамін Карл Бойєр (нар. 1906 р.), американський історик математики.
- 28 травня — Гороховатський Ярослав Борисович (нар. 1925 р.), український вчений-хімік, член-кореспондент АН УРСР.
- 31 травня:
  - Жак Моно (нар. 1910 р.), французький біохімік, лауреат Нобелівської премії з фізіології і медицині в 1965 році.
  - Максименко Іван Кирилович (нар. 1907 р.), вчений-селекціонер, генетик, доктор біологічних наук, професор, член Академії наук Туркменської РСР (з 1959 року), Герой Соціалістичної Праці.
- 25 липня — Погребняк Петро Степанович (нар. 1900 р.), український вчений-лісівник і ґрунтознавець, доктор географічних наук, професор Київського національного університету імені Тараса Шевченка, професор кафедри лісівництва Української сільськогосподарської академії (Національний університет біоресурсів і природокористування України), академік та віце-президент АН УРСР.
- 18 серпня — Шинтаро Уда (нар. 1886 р.), японський інженер-електрик.
- 1 вересня — Наум Давидович Моргуліс, український фізик радянських часів, 1934 — професор, 1937 — доктор наук, 1939 — член-кореспондент АН УРСР.
- 26 вересня — Пал Туран (нар. 1910 р.), угорський математик.
- 5 жовтня — Ларс Онсагер (нар. 1903 р), американський фізико-хімік норвезького походження.
- 4 листопада:
  - Поляков Ілля Михайлович (нар. 1905 р.), український біолог та історик науки, фахівець в галузі теоретичної біології, експериментальної ботаніки, член-кореспондент АН УРСР (1948).
  - Грановський Олександр Анастасійович (також Грановський-Неприцький, псевдонім — Олександр Авратинський), український американський науковець, зоолог-ентомолог (США), публіцист і поет. Дійсний член НТШ та УВАН, голова Організації Відродження України.
- 5 листопада — Віллі Хенніг (нар. 1913), німецький ентомолог і засновник кладистики.